# Hesleden
Hesleden – wieś w Anglii, w hrabstwie Durham. Leży 18 km na wschód od miasta Durham i 367 km na północ od Londynu.